# Liste der Monuments historiques in Savignac-de-l’Isle
Die Liste der Monuments historiques in Savignac-de-l’Isle führt die Monuments historiques in der französischen Gemeinde Savignac-de-l’Isle auf.

## Liste der Objekte
| Bezeichnung  | Beschreibung                   | Standort                      | Kennzeichnung | Schutzstatus | Datum | Bild |
| ------------ | ------------------------------ | ----------------------------- | ------------- | ------------ | ----- | ---- |
| Zwei Glocken | Bronze, 1735 und 1738 gegossen | in der Kirche St-Félix (Lage) | PM33000795    | Classé       | 1942  |      |